# Nati nel 1925/Giugno
| Questa pagina contiene informazioni ricavate automaticamente dalle voci biografiche con l'ausilio del template Bio e di un bot. L'aggiornamento è periodico e automatico e ricostruisce completamente la pagina. Se manca una persona in questa lista, sei pregato di non aggiungerla, ma accertati piuttosto che la sua voce biografica contenga il template Bio e che i dati anagrafici siano correttamente compilati. Se il template Bio manca, inseriscilo tu stesso o, in alternativa, metti l'avviso {{tmp\|Bio}} che ne segnala la mancanza. Se i dati riportati sono sbagliati, correggi direttamente la voce biografica; le modifiche saranno visibili in questa lista entro pochi giorni. Per chiarimenti vedi il progetto biografie. La lista contiene solo le 189 persone che sono citate nell'enciclopedia e per le quali è stato implementato correttamente il template Bio. Pagina aggiornata al 18 ago 2025. |

- 1º giugno - Richard Erdman, attore e regista statunitense († 2019)
- 1º giugno - Licio Giorgieri, generale italiano († 1987)
- 1º giugno - Tom Jaquet, cestista statunitense († 1991)
- 1º giugno - Eric Mahn, cestista cileno († 2000)
- 1º giugno - Brita Malmer, archeologa e numismatica svedese († 2013)
- 1º giugno - Victor Uckmar, avvocato e giurista italiano († 2016)
- 2 giugno - Carlo Maria Badini, direttore teatrale italiano († 2007)
- 2 giugno - Ferdinando Clemente di San Luca, politico italiano († 2004)
- 2 giugno - Paul Huston, cestista statunitense († 1992)
- 2 giugno - Per Knudsen, calciatore danese († 1999)
- 3 giugno - José Barroso Chávez, imprenditore messicano († 2008)
- 3 giugno - John Bartram, velocista australiano († 2014)
- 3 giugno - Myrtle Cagle, aviatrice statunitense († 2019)
- 3 giugno - Tony Curtis, attore statunitense († 2010)
- 3 giugno - Tito Foppa Pedretti, imprenditore italiano († 2001)
- 3 giugno - Claudia Lawrence, attrice e ballerina italiana
- 3 giugno - Quique Martín, calciatore e allenatore di calcio spagnolo († 2016)
- 3 giugno - Germano Pattaro, presbitero e teologo italiano († 1986)
- 3 giugno - Tom Scannell, calciatore irlandese († 1993)
- 3 giugno - Valdir Villas Boas, calciatore brasiliano († 2004)
- 3 giugno - Thomas Joseph Winning, cardinale e arcivescovo cattolico britannico († 2001)
- 3 giugno - Gerhard Zwerenz, scrittore e poeta tedesco († 2015)
- 4 giugno - Luciano Ceschia, scultore e pittore italiano († 1991)
- 4 giugno - Aulo Fogar, calciatore italiano
- 4 giugno - Piero Pratesi, giornalista e politico italiano († 2000)
- 4 giugno - Antonio Puchades, calciatore spagnolo († 2013)
- 4 giugno - Nicomedes Santa Cruz, musicista, poeta e etnomusicologo peruviano († 1992)
- 4 giugno - José Torres, attore venezuelano
- 4 giugno - Ciril Zlobec, poeta, scrittore e traduttore sloveno († 2018)
- 5 giugno - Warren Frost, attore statunitense († 2017)
- 5 giugno - Antonio Giorgetti, calciatore italiano
- 5 giugno - Boy Gobert, attore tedesco († 1986)
- 5 giugno - Bill Hayes, attore e cantante statunitense († 2024)
- 5 giugno - Connie Mulder, politico sudafricano († 1988)
- 6 giugno - Marcel Hendrickx, ciclista su strada belga († 2008)
- 6 giugno - Silvano Avanzini, pittore, scenografo e scultore italiano († 2000)
- 6 giugno - Antonio Cristiani, avvocato e giurista italiano († 2007)
- 6 giugno - Maxine Kumin, poetessa e scrittrice statunitense († 2014)
- 6 giugno - Stig-Göran Myntti, calciatore finlandese († 2020)
- 6 giugno - Marvin Worth, produttore cinematografico e sceneggiatore statunitense († 1998)
- 7 giugno - Jean Boffety, direttore della fotografia francese († 1988)
- 7 giugno - Tito Carpi, sceneggiatore italiano († 1997)
- 7 giugno - Gualtiero Ciola, scrittore italiano († 2000)
- 7 giugno - Giuseppe Montalbano, politico italiano († 2021)
- 8 giugno - Barbara Bush, first lady statunitense († 2018)
- 8 giugno - Kate Bernheim, schermitrice francese († 2025)
- 8 giugno - Josef Majer, calciatore cecoslovacco († 2013)
- 8 giugno - Fulvio Nesti, calciatore italiano († 1996)
- 8 giugno - Ada Princigalli, giornalista italiana († 2017)
- 8 giugno - Leto Prunecchi, calciatore italiano († 1987)
- 8 giugno - Edith Pásztor, storica ungherese († 2015)
- 8 giugno - Guido Sgaravatti, scultore, saggista e pittore italiano († 2019)
- 8 giugno - Charles Tyner, attore statunitense († 2017)
- 8 giugno - Giovanbattista Vitale, mafioso italiano († 1974)
- 8 giugno - Franz Maria d'Asaro, giornalista, poeta e scrittore italiano († 2004)
- 9 giugno - Brandãozinho, calciatore brasiliano († 2000)
- 9 giugno - Raffaele Cuscela, allenatore di calcio e calciatore italiano († 2018)
- 9 giugno - Keith Laumer, scrittore statunitense († 1993)
- 9 giugno - Margaret Rhodes, nobildonna britannica († 2016)
- 10 giugno - Lennart Bergelin, tennista e allenatore di tennis svedese († 2008)
- 10 giugno - Mimmo Craig, attore e doppiatore italiano († 2016)
- 10 giugno - Hartono Dharsono, ambasciatore, politico e generale indonesiano († 1996)
- 10 giugno - Nat Hentoff, storico, romanziere e critico musicale statunitense († 2017)
- 10 giugno - Erik Kuld Jensen, calciatore danese († 2004)
- 10 giugno - Diana Maggi, attrice argentina († 2022)
- 10 giugno - James Salter, scrittore e sceneggiatore statunitense († 2015)
- 11 giugno - Carmen Artocchini, pubblicista italiana († 2016)
- 11 giugno - Gino Cacchioli, politico italiano († 1981)
- 11 giugno - Jean-Pierre Chabrol, scrittore francese († 2001)
- 11 giugno - Günther Haase, tuffatore tedesco
- 11 giugno - Ludwig Hoffmann, organista e pianista tedesco († 1999)
- 11 giugno - Vincenzo Labella, produttore cinematografico, sceneggiatore e regista italiano († 2018)
- 11 giugno - Božena Srncová, ginnasta cecoslovacca († 1997)
- 11 giugno - William Styron, scrittore, drammaturgo e critico letterario statunitense († 2006)
- 11 giugno - Richard White, rugbista a 15, politico e dirigente sportivo neozelandese († 2012)
- 12 giugno - Angus Carmichael, calciatore scozzese († 2013)
- 12 giugno - Mike Cuozzo, sassofonista statunitense († 2006)
- 12 giugno - Raphaël Géminiani, ciclista su strada e dirigente sportivo francese († 2024)
- 12 giugno - Silvio Noto, attore, doppiatore e personaggio televisivo italiano († 2000)
- 12 giugno - Evaristo Sgherri, politico e partigiano italiano († 2014)
- 12 giugno - Silvio Solimano, partigiano italiano († 1944)
- 12 giugno - Giacinto Urso, politico italiano († 2024)
- 12 giugno - Masahide Ōta, storico e politico giapponese († 2017)
- 13 giugno - Eliahu Amiel, cestista e allenatore di pallacanestro israeliano († 2001)
- 13 giugno - David Murray, pallanuotista britannico († 2020)
- 13 giugno - Burton Watson, traduttore, iamatologo e sinologo statunitense († 2017)
- 14 giugno - David Bache, designer inglese († 1994)
- 14 giugno - Rossana Bossaglia, storica dell'arte e critica d'arte italiana († 2013)
- 14 giugno - Giovanni Cuzzoni, calciatore italiano
- 14 giugno - Hideyuki Fujisawa, goista giapponese († 2009)
- 14 giugno - Armando Libianchi, attore e paroliere italiano († 1980)
- 14 giugno - Antonio Moroni, presbitero e ecologo italiano († 2014)
- 14 giugno - Serge Moscovici, psicologo e sociologo rumeno († 2014)
- 14 giugno - Pierre Salinger, politico e giornalista statunitense († 2004)
- 14 giugno - Donato Scutari, politico italiano († 2012)
- 15 giugno - Giacomo Bulleri, cuoco e imprenditore italiano († 2019)
- 15 giugno - Attilâ İlhan, scrittore turco († 2005)
- 15 giugno - John Sheperd-Barron, inventore scozzese († 2010)
- 15 giugno - Liliana Tellini, attrice italiana († 1971)
- 16 giugno - Annibale Brasola, ciclista su strada italiano († 2001)
- 16 giugno - Eduardo Fiestas, cestista peruviano († 1987)
- 16 giugno - Enrique Galbis, calciatore spagnolo († 1996)
- 16 giugno - Ifigenia Martínez y Hernández, politica, diplomatica e economista messicana († 2024)
- 16 giugno - Otto Mühl, artista austriaco († 2013)
- 16 giugno - Nerio Nesi, politico, banchiere e partigiano italiano († 2024)
- 16 giugno - Jean d'Ormesson, scrittore e giornalista francese († 2017)
- 16 giugno - Giorgio Pilleri, neurologo italiano († 2018)
- 16 giugno - Pietro Pinna, giornalista, scrittore e politico italiano († 2006)
- 16 giugno - Matteo Salvatore, cantautore italiano († 2005)
- 17 giugno - Elio Gabbuggiani, politico e partigiano italiano († 1999)
- 17 giugno - Alexander Shulgin, chimico, biochimico e farmacologo statunitense († 2014)
- 17 giugno - Václav Sršeň, calciatore cecoslovacco († 1996)
- 17 giugno - Luce d'Eramo, scrittrice italiana († 2001)
- 18 giugno - Ennio Appignanesi, arcivescovo cattolico italiano († 2015)
- 18 giugno - Robert Arthur, attore statunitense († 2008)
- 18 giugno - Barimar, fisarmonicista, organista e arrangiatore italiano († 2022)
- 19 giugno - André Joy, fumettista francese († 2012)
- 19 giugno - Gian Galeazzo Biazzi Vergani, giornalista e scrittore italiano († 2019)
- 19 giugno - Giorgio Fini, imprenditore italiano († 1995)
- 19 giugno - Aleksandr Juchnovskij, militare ucraino († 1977)
- 20 giugno - Serafino Beconi, pittore e scultore italiano († 1997)
- 20 giugno - Franco Castellano, regista e sceneggiatore italiano († 1999)
- 20 giugno - Doris Hart, tennista statunitense († 2015)
- 20 giugno - András Kovács, regista e sceneggiatore ungherese († 2017)
- 20 giugno - Audie Murphy, militare, scrittore e attore statunitense († 1971)
- 20 giugno - Piero Poletto, scenografo italiano († 1978)
- 20 giugno - Cy Strulovitch, cestista canadese († 2020)
- 21 giugno - Alastair Cameron, fisico e astronomo canadese († 2005)
- 21 giugno - Filippo Caria, politico e antifascista italiano († 2015)
- 21 giugno - Lilio Giannecchini, partigiano italiano († 2014)
- 21 giugno - Luis Adolfo Siles Salinas, politico boliviano († 2005)
- 21 giugno - Giovanni Spadolini, politico, storico e giornalista italiano († 1994)
- 21 giugno - Gerolamo Spezia, partigiano e antifascista italiano († 1944)
- 21 giugno - Giorgio Spitella, politico italiano († 2001)
- 21 giugno - Maureen Stapleton, attrice statunitense († 2006)
- 22 giugno - Peter Seeberg, scrittore danese († 1999)
- 23 giugno - Larry Blyden, attore e produttore teatrale statunitense († 1975)
- 23 giugno - Miriam Karlin, attrice britannica († 2011)
- 23 giugno - Ida Magli, antropologa e filosofa italiana († 2016)
- 23 giugno - Eugenio Miccini, scrittore, poeta e artista italiano († 2007)
- 23 giugno - Giovanni Sola, partigiano italiano († 1944)
- 24 giugno - Daniel Sénélar, pittore francese († 2001)
- 24 giugno - Petre Moldoveanu, allenatore di calcio e calciatore rumeno († 2005)
- 24 giugno - Vito Olivetti, partigiano italiano († 2017)
- 24 giugno - Piero Polito, poeta, critico letterario e scrittore italiano († 2010)
- 24 giugno - Sergio Realini, calciatore e allenatore di calcio italiano († 1990)
- 24 giugno - Deborah Kaminer, cestista israeliana
- 24 giugno - Miiko Taka, attrice statunitense († 2023)
- 24 giugno - Masanori Tokita, calciatore giapponese († 2004)
- 24 giugno - Alfonso Traina, latinista, filologo classico e traduttore italiano († 2019)
- 25 giugno - Robert J. Burch, scrittore statunitense († 2007)
- 25 giugno - Clifton Chenier, musicista e fisarmonicista statunitense († 1987)
- 25 giugno - Frank Kudelka, cestista statunitense († 1993)
- 25 giugno - June Lockhart, attrice statunitense
- 25 giugno - Theodor Prinzing, magistrato tedesco († 2025)
- 25 giugno - Robert Venturi, architetto statunitense († 2018)
- 26 giugno - Pavel Ivanovič Beljaev, cosmonauta sovietico († 1970)
- 26 giugno - Alexandre Gemignani, cestista brasiliano († 1998)
- 26 giugno - Ladislav Hlaváček, calciatore cecoslovacco († 2014)
- 26 giugno - Åke Jönsson, calciatore svedese († 1998)
- 26 giugno - Virgilio Maroso, calciatore italiano († 1949)
- 26 giugno - Anna Miserocchi, attrice e doppiatrice italiana († 1988)
- 26 giugno - Richard X. Slattery, attore statunitense († 1997)
- 26 giugno - Francesco Saverio Toppi, arcivescovo cattolico italiano († 2007)
- 26 giugno - Wolfgang Unzicker, scacchista tedesco († 2006)
- 27 giugno - Willy Burgdorfer, batteriologo svizzero († 2014)
- 27 giugno - Jan Burssens, pittore belga († 2002)
- 27 giugno - Michael Dummett, filosofo inglese († 2011)
- 27 giugno - Leonard Lerman, biologo statunitense († 2012)
- 27 giugno - Vincenzo Madonia, politico e avvocato italiano († 2002)
- 27 giugno - Doc Pomus, cantante e cantautore statunitense († 1991)
- 27 giugno - Francisco Rodrigues, calciatore brasiliano († 1988)
- 28 giugno - Antonio Amurri, umorista, paroliere e autore televisivo italiano († 1992)
- 28 giugno - Giuseppe Colizzi, regista, sceneggiatore e produttore cinematografico italiano († 1978)
- 28 giugno - Giselher Klebe, compositore tedesco († 2009)
- 28 giugno - Giuseppe Morelli, filologo classico italiano († 2014)
- 28 giugno - Fabio Roccheggiani, pittore, allenatore di calcio e calciatore italiano († 1967)
- 29 giugno - Pauline Flanagan, attrice irlandese († 2003)
- 29 giugno - John Fujioka, attore statunitense († 2018)
- 29 giugno - Werther Gaiani, calciatore italiano († 1944)
- 29 giugno - Dhimitraq Goga, cestista e allenatore di pallacanestro albanese († 2013)
- 29 giugno - Gianni Maierna, partigiano italiano († 2017)
- 29 giugno - Giorgio Napolitano, politico italiano († 2023)
- 29 giugno - Gianna Depoli, attrice teatrale italiana († 2008)
- 29 giugno - Cara Williams, attrice statunitense († 2021)
- 30 giugno - Raymond Beckman, calciatore statunitense († 2011)
- 30 giugno - Philippe Jaccottet, poeta e traduttore svizzero († 2021)
- 30 giugno - Fred Schaus, cestista, allenatore di pallacanestro e dirigente sportivo statunitense († 2010)
- 30 giugno - Roberto Serone, calciatore italiano († 1995)